# Konrad von Kardorff

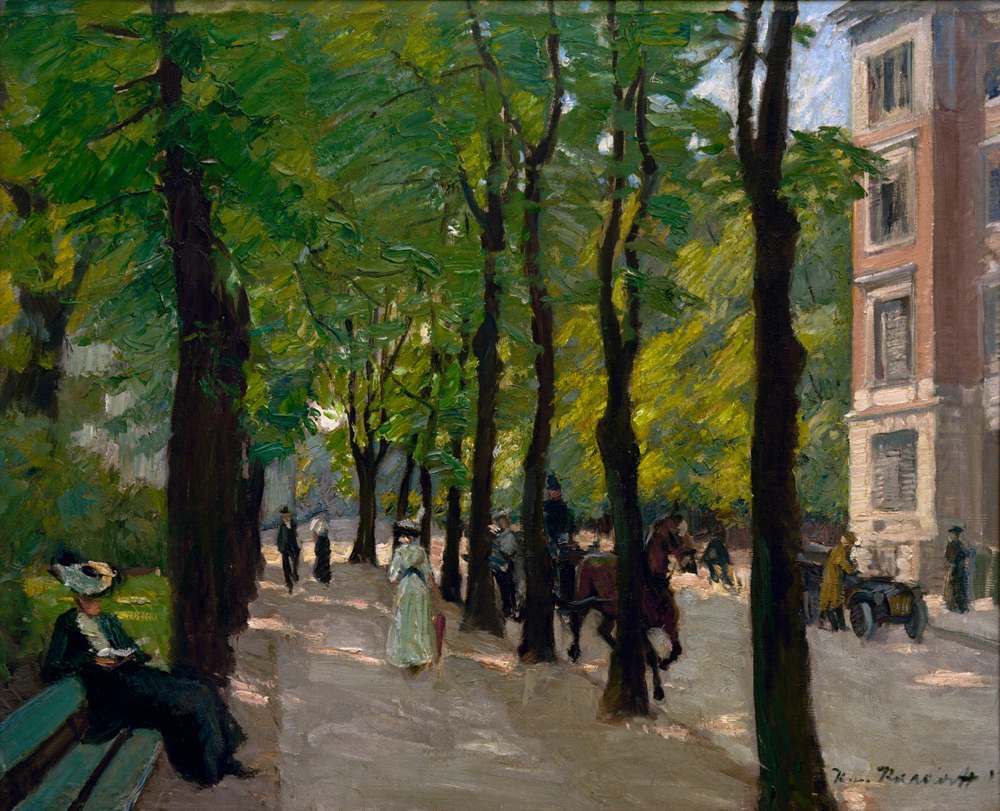
Königin-Augusta-Straße

Konrad von Kardorff (* 13. Januar 1877 auf dem Gut Nieder-Wabnitz, Kreis Oels, Provinz Niederschlesien; † 11. Januar 1945 in Rostock, Mecklenburg) war ein Maler des Impressionismus, Radierer und Lehrer an der Akademie für Bildende Künste in Breslau. Seine Schaffenszeit war von 1892 bis 1945 in Deutschland sowie in Ungarn, Frankreich und in den Niederlanden.

## Leben

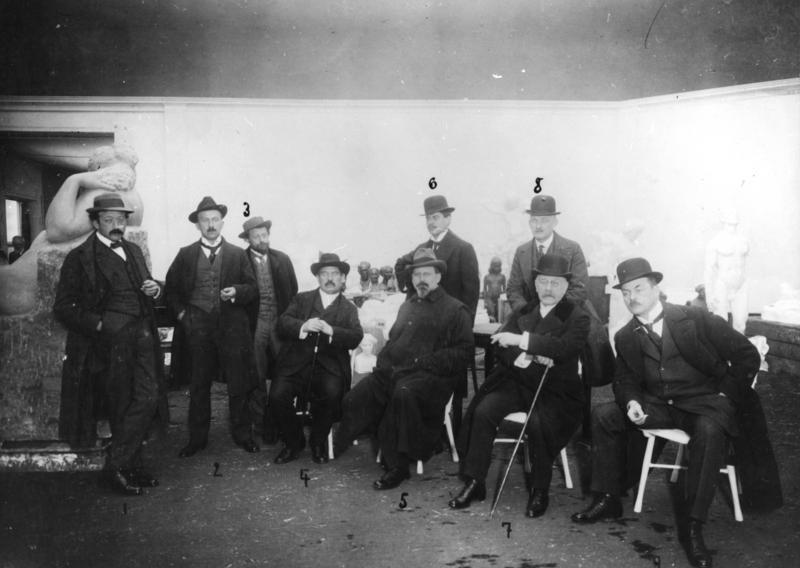
Konrad von Kardorff (2. von rechts, Nr. 7) als Mitglied der Jury der Berliner Sezessionsausstellung 1911

Konrad von Kardorff entstammte dem Adelsgeschlecht Kardorff. Seine Eltern waren der preußische Politiker und Reichstagsabgeordnete Wilhelm von Kardorff (1828–1907), Gutsherr auf Wabnitz im Landkreis Oels, und Sophie von Borck (1836–1914).
Von 1894 bis 1897 studierte Konrad von Kardorff an der Münchner Kunstakademie bei Friedrich Fehr und Johann Caspar Herterich, später bei Ludwig von Löfftz. In dieser Zeit gehörte er auch der ungarischen Künstlerkolonie in Nagybánya an. Später studierte er in Paris an der Académie Julian sowie in Venedig, Holland und Berlin, wo er ab  1901 lebte. Er gehörte der Berliner Secession, die durch ein Selbstporträt aus dem Jahr 1900 auf ihn aufmerksam geworden war, und später der Freien Secession an. Ab dem 1. Oktober 1920 lehrte er an der Staatliche Akademie für Kunst und Kunstgewerbe Breslau, wo er eine Malklasse leitete. Im Jahre 1927 wurde er zum Professor der Staatlichen Kunstschule für Kunsterziehung in Berlin berufen. Bei der Beerdigung von Max Liebermann war er einer von nur drei „arischen“ Künstlern, er wurde (nach Bernd Schmalhausen) auch zum Beistand von dessen Witwe Martha.
Er war verheiratet mit Ina, geb. Bruhn (* 1880 in Lübeck; † 1972).
Konrad von Kardorff war Mitglied im Deutschen Künstlerbund. Zu seinen Schülern gehörten Walter Ebeling und Walter Heisig.

## Werke
Von Kardorff schuf hauptsächlich Porträts, aber auch Blumengemälde und Landschaften, insbesondere auch Berliner Straßenansichten. Unter anderem porträtierte er Tilla Durieux, Alfred Walter Heymel und dessen Gattin. Landschaftsgemälde von Kardoffs tragen Titel wie Schöneberger Ufer im Schnee, Königin Auguste-Ufer [sic!] und Solnhofener Steinbruch. In öffentlichen Besitz gelangten etwa ein Blumenstillleben (Städtisches Museum Halle), eine Landschaft in Frankreich und ein Porträt des Bürgermeisters Paul (Kunsthalle Bremen) sowie das Porträt seines Vaters, das die Nationalgalerie Berlin ankaufte. Auch Museen in Rostock und Danzig erwarben seine Werke.

## Ausstellungen
Von Kardorff beschickte seit 1900 regelmäßig die Ausstellungen der Berliner Secession und seit 1916 die der Freien Secession. Er war mehrfach an der Großen Berliner Kunstausstellung, den Ausstellungen der Münchener Secession und denen des Deutschen Künstlerbundes beteiligt. 1913 waren Werke von Kardorffs in einer Kollektivausstellung bei Paul Cassirer in Berlin zu sehen. 1914 stellte er auf der Baltischen Ausstellung in Malmö aus, 1917 im Zürcher Kunsthaus.
Seine Tochter Ursula von Kardorff war eine bekannte Journalistin und Redakteurin, die während des Zweiten Weltkriegs als Feuilletonredakteurin für die Deutsche Allgemeine Zeitung und ab 1950 bis zu ihrem Tode für die Süddeutsche Zeitung arbeitete.